# Werner Nienhüser
Werner Nienhüser (* 1953 in Preußisch Oldendorf) ist ein deutscher Wirtschaftswissenschaftler und Professor für Arbeit, Personal und Organisation an der Universität Duisburg-Essen.

## Leben und Wirken
Nach Mittlerer Reife und kaufmännischer Lehre erwarb Nienhüser die Hochschulreife auf dem Zweiten Bildungsweg. Von 1977 bis 1982 studierte er Betriebswirtschaftslehre an der Universität-GH Paderborn. 1983 wurde er wissenschaftlicher Mitarbeiter an der Universität Mannheim und 1985 wissenschaftlicher Mitarbeiter an der Universität-GH Paderborn. Nach seiner Promotion (1988) war er zunächst wissenschaftlicher Assistent an der Universität Paderborn und danach Habilitationsstipendiat der Deutschen Forschungsgemeinschaft. Nach seiner Habilitation (1994) berief ihn die Universität Konstanz zum Professor für Management der Öffentlichen Verwaltung an die Fakultät für Verwaltungswissenschaft. Von 1995 bis zu seiner Pensionierung 2022 hatte er den Lehrstuhl für Betriebswirtschaftslehre, insb. Arbeit, Personal und Organisation, an der Universität Duisburg-Essen (Campus Essen) inne. Seit 2022 ist er Research Fellow am Institut Arbeit und Qualifikation (IAQ).
Von 2007 bis 2017 war er gewähltes Mitglied auf der Arbeitnehmerbank des Aufsichtsrates der Georgsmarienhütte Holding GmbH.
Werner Nienhüser war von 2006 bis 2007 Vorsitzender der wissenschaftlichen Kommission Personal im Verband der Hochschullehrer für Betriebswirtschaftslehre und von 2008 bis 2012 gemeinsam mit Hans-Gerd Ridder geschäftsführender Herausgeber der Zeitschrift für Personalforschung. Nienhüser war von 2011 bis 2017 Vorstandsmitglied der German Industrial Relations Association (GIRA) (der Deutschen Sektion der International Labour and Employment Relations Association (ILERA)). Er ist Mitherausgeber des Periodikums Industrielle Beziehungen – Zeitschrift für Arbeit, Organisation und Management. Außerdem ist er Gründungsmitglied der Gesellschaft für sozioökonomische Bildung und Wissenschaft (GSÖBW) und seit 2014 ist er Mitglied des Wissenschaftlichen Beirates von Attac.

## Schriften (Auswahl)
- Die praktische Nutzung theoretischer Erkenntnisse in der Betriebswirtschaftslehre. Probleme der Entwicklung und Prüfung technologischer Aussagen. Poeschel, Stuttgart 1989 (zugleich Dissertation Universität-GH Paderborn)
- Ursachen und Wirkungen betrieblicher Personalstrukturen. Schäffer-Poeschel, Stuttgart 1998 (zugleich Habilitationsschrift Universität-GH Paderborn)
- Betriebliche Personalforschung. Eine problemorientierte Einführung (mit C. Krins). Hampp, München/Mering 2005
- (Hrsg.) Beschäftigungspolitik von Unternehmen. Theoretische Erklärungsansätze und empirische Erkenntnisse. München/Mering, 2006.
- Verbetrieblichung aus der Perspektive betrieblicher Akteure (mit H. Hoßfeld). Köln 2008
- Zusammen mit Ute Schmiel: Ökonomie und Gesellschaft: Jahrb.29 Steuern und Gesellschaft. Metropolis, 2017, ISBN 978-3-731-61283-4.
- Zusammen mit Esther Glück, Heiko Hoßfeld und Lukas Gödde (2018): Was Menschen über Mitbestimmung denken. Empirische Analysen. Baden-Baden: Nomos Verlag; (PDF)
- Zusammen mit David Peetz und Georgina Murray (2022): Social media, the internet and the crisis of unionism. Düsseldorf: Hans-Böckler-Stiftung; (PDF).